# Lapptåtlar
Lapptåtlar (Vahlodea) är ett släkte av gräs som beskrevs av Elias Fries. Lapptåtlar ingår i familjen gräs.
Släktet innehåller bara arten Vahlodea atropurpurea.

## Bildgalleri

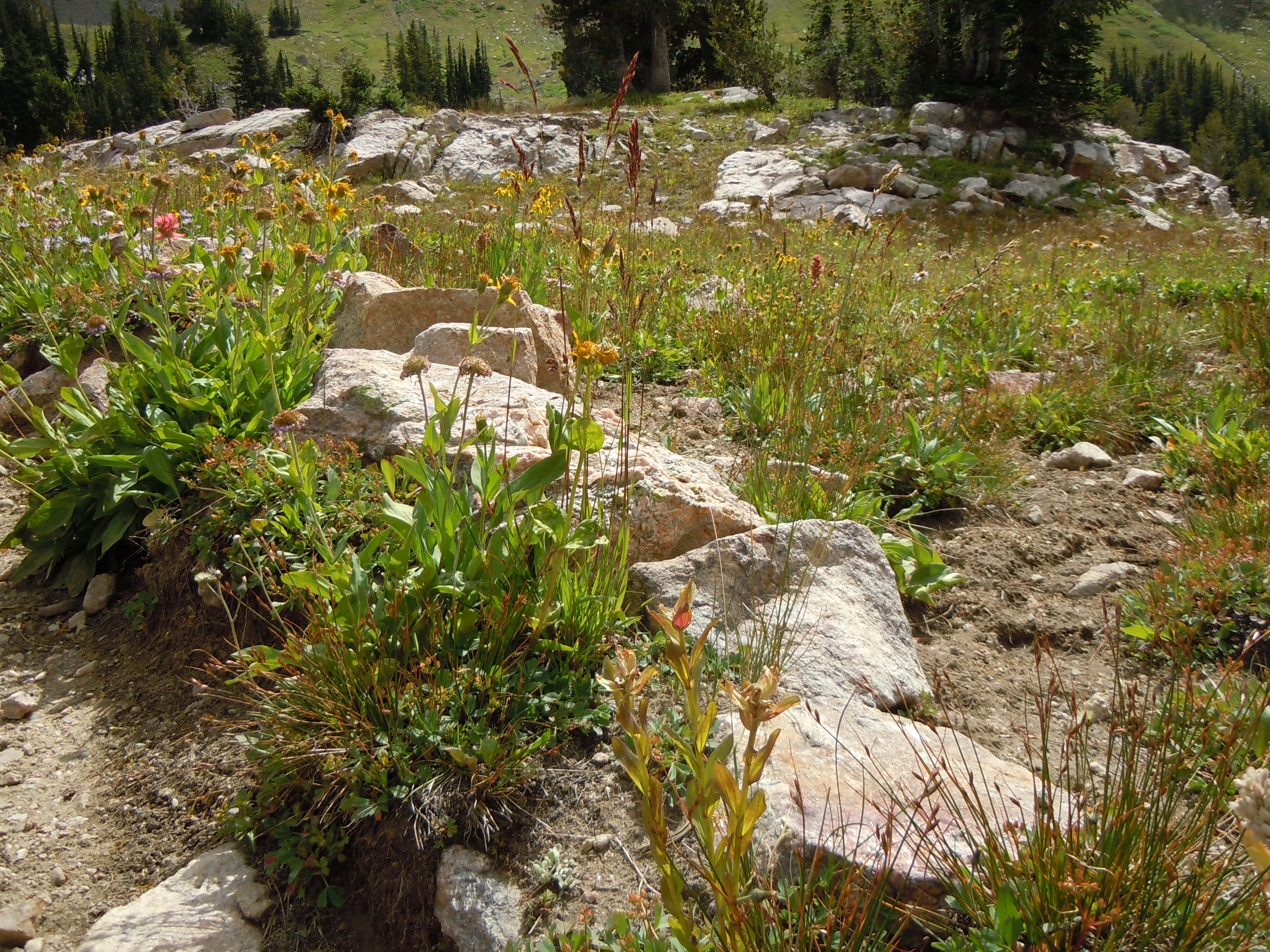
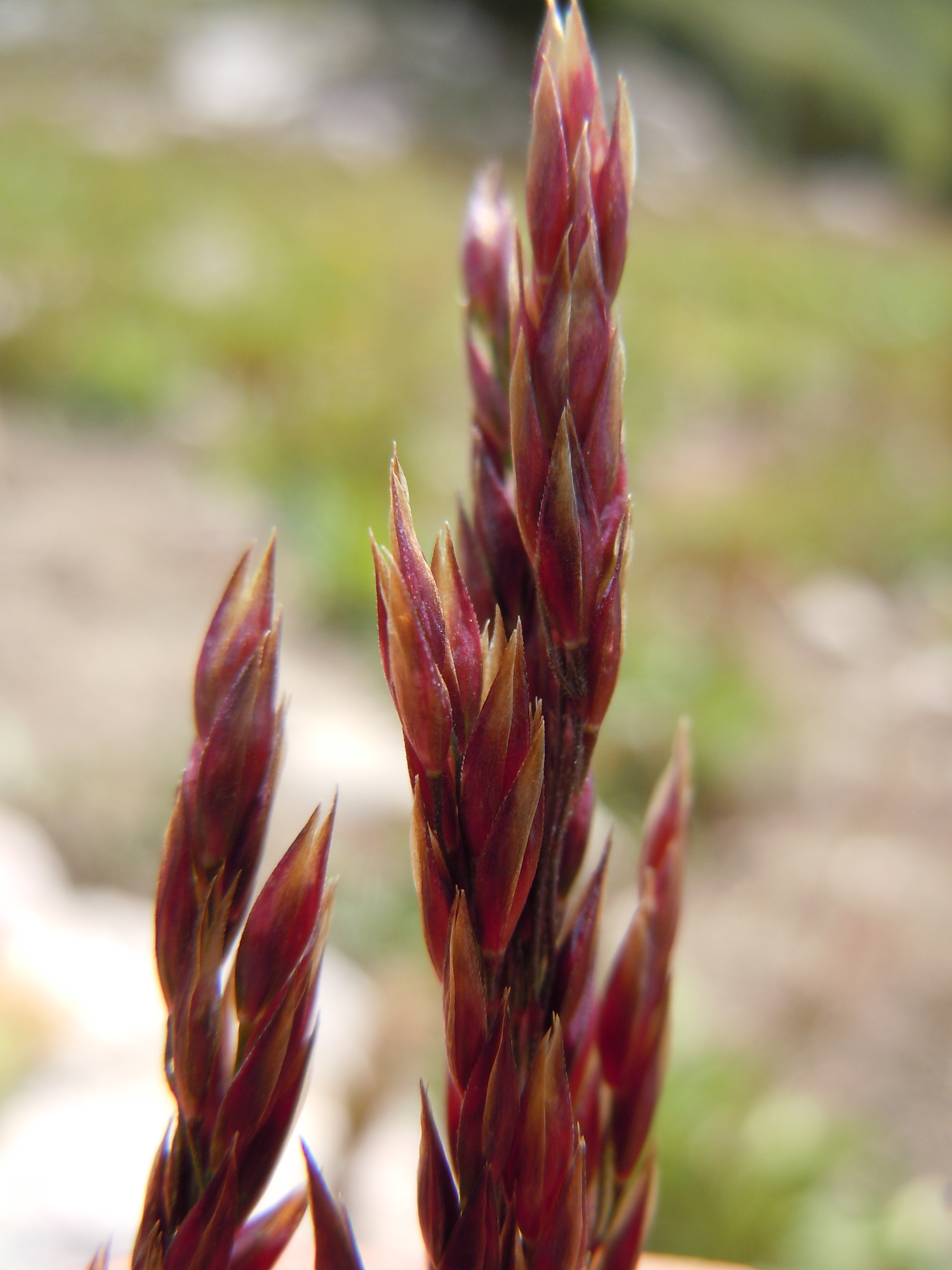